# أومفاسيت
الصورة هي صوره لقطع eclogite (نوع من الصخور) من منطقة غنيس غربي النرويج. تحتوي الصخرة على معادن أومفاسيت (أخضر) ، بيروب - عقيق (أحمر) ، كوارتز (حليبي) ، كيانيت (أزرق) وبعض فنجيت (أبيض ذهبي).
اومفاسيت هو عضو في مجموعة كلينوبيروكسين من معادن السيليكات مع الصيغة: ( Ca ، Na ) ( Mg ، Fe 2+ ، Al ) Si 2 O 6 . وهو عبارة عن مجموعة متنوعة من الكلينوبيروكسين خضراء داكنة الى اخضر فاتح أو عديمة اللون تقريبًا. يظهر عادةً في الاكلوجايت،، وهو صخرة البازلت المتحولة عالية الضغط. اومفاسيت هو محلول جامد من الحديد الحاملة ديوبسيدي والجاديت.  يتبلور في النظام البلوريأحادي الميل بأشكال منشورية توأمية البلوره.
يمكن أن تكون زمرتها الفراغيه P2 / n أو C2 / c اعتمادًا على التاريخ الحراري. إنه صلب مع الثقل النوعي من 3.29 إلى 3.39 و يبلغ 5 إلى 6على مقياس موس لصلابه المعادن.

## التشكيل والحدوث

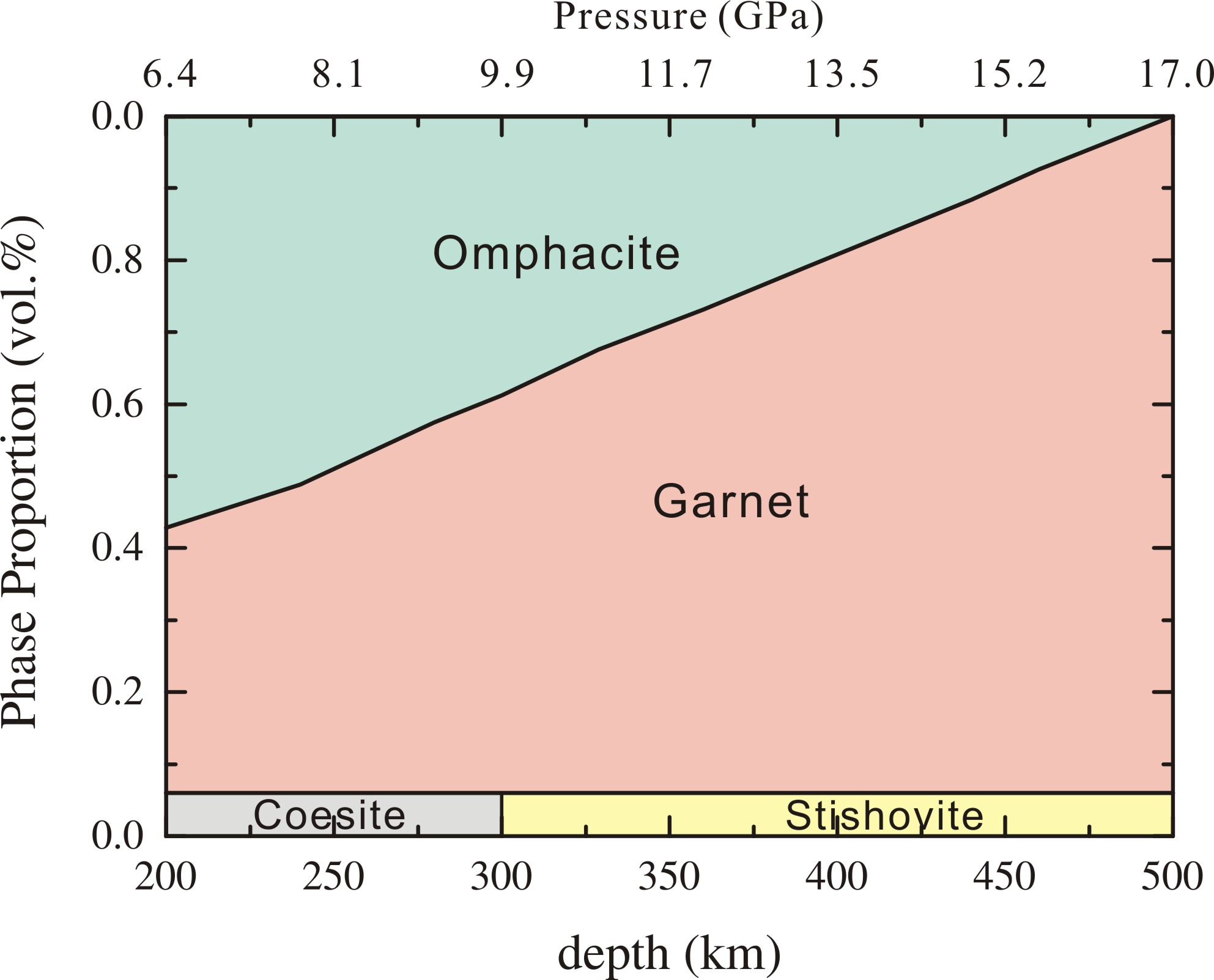
مخطط الطور لقشرة من لوح صخري في الوشاح العلوي للأرض من عمق 200 إلى 500 كيلومتر. يذوب الاومفاسيت Omphacite عمومافي العقيق مع زيادة العمق. ويمكن أن يستقر الاومفاسيت Omphacite حتى عمق 500 كم تقريبًا.

اومفاسيت هو الطور المسيطر في القشرة المحيطة المغمورة في الوشاح العلوي للأرض. يمر Mid-Ocean Ridge Basalt ، الذي يشكل القشرة المحيطية ، بعملية متحولة عالية الضغط ويتحول إلى اكلوجايت على عمق حوالي 60 كم في مناطق الاندساس . تشمل المكونات المعدنية الرئيسية لـلاكلوجايت أطوار أومفاسيت والعقيق والسيليكا عالية الضغط ( كوزايت و ستيشوفيت ). مع زيادة العمق ، يتحول الامفاسيت الموجود في eclogite تدريجياً إلى عقيق رئيسي. يستقر الاومفاسيت حتى عمق 500 كم في باطن الأرض. وبالنظر إلى تدرج الحراره الارضيه في الطبقات الاكثر هبوطا subducted slabs ، يمكن أن يستقر الامفاسيت حتى طبقات اعمق من الوشاح.
ويحدث أيضًا في صخر شيست الازرق البركاني و والصخور المتحولة ذات الضغط العالي. يوجد أيضًا في زينوليتات الاكلوجايت من الكمبرليت وكذلك في الصخور القشرية المتحولة عند ضغوط عالية. المعادن المرتبطة في eclogites باستثناء المعادن الرئيسية تشمل الروتيل والكيانيت والفنجيت ولوسونيت . المعادن مثل امفيول صودي غلوكوفان ، لوسونايتlawsonite ، التيتانيت ، و إيبيدوت تحدث مع omphacite في صخور الشيست الازرق المتحولة. يُطلق أحيانًا اسم "اليشم" ، الذي يشير عادةً إلى الصخور المصنوعة من الجاديت ، أيضًا على الصخور التي تتكون بالكامل من omphacite.

## التركيب الكيميائي
Omphacite هو محلول صلب للديوبسيد الحامل للحديد (CaMgSi 2 O 6 ) والجاديت (NaAlSi 2 O 6 ). اعتمادًا على مقدار حدوث الاستبدال المقترن لـ (Na ، Al) - (Mg-Fe ، Ca) ، يختلف التركيب الكيميائي للأومفاسيت بشكل مستمر من ديوبسيد نقي إلى جاديت نقي. نظرًا للصغر النسبي لنصف قطر لذرات (Na ، Al) ، يتناقص حجم خلية الوحدة خطيًا مع زيادة مكون الجاديت. بالإضافة إلى ذلك ، يؤدي الاستبدال المقترن أيضًا إلى تقوية البلورات. يزيد كلا من معامل الحجم ومعامل القص خطيا مع زيادة مكون الجاديت.

## الزمره الفراغيه (space group)
وعلى الرغم من ان الاومفاسيت omphacite هو المحلول الصلب من ديوبسيدي والجاديت ، قد يكون مختلف معهم في الزمرة الفراغيةالزمرة الفراغية للديوبسيد والجاديت هي C2 / c. ومع ذلك ، يمكن أن يُظهر الاومفاسيت omphacite كلاً من المجموعة الفضائية P2 / n و C2 / c. عند درجة حرارة منخفضة ، فإن الاستبدال الجزئي المقترن لـ (Na ، Al) - (Mg-Fe ، Ca) في الاوفاسيت omphacite يرتب الذرات في خلية الوحدة ويجعل omphacite يظهر مجموعة فضاء منخفضة التماثل P2 / n. مع زيادة درجة الحرارة ، تزداد حركات الذرات وأخيراً لن يؤثر الاستبدال المقترن على ترتيب الهيكل. عندما تصل درجة الحرارة إلى ~ 700-750 ℃ ، يصبح هيكل الاومفاسيت omphacite مضطربًا تمامًا وتتحول المجموعة الفضائية إلى C2 / c. قد يُظهر الاوفاسيت omphacite الطبيعي تركيب C2 / c حتى في درجة حرارة الغرفة إذا مرت بلورة الاومفاسيت omphacite بتناقص سريع في درجة الحرارة.
على الرغم من أن المواضع الذرية في المجموعتين الفضائيتين ذات اختلافا طفيف ، إلا أنها لا تغير بوضوح الخصائص الفيزيائية لـلاومفاسيت omphacite. و تختلف أحجام خلايا الوحدة المطلقة اختلافًا طفيفًا بالنسبة لمجموعتين مختلفتين من الفضاء ، ولا يظهر الاختلاف الواضح في الانضغاط والتوسع الحراري ضمن حالات عدم التاكد التجريبية.

## أصل الكلمة وتاريخها
تم وصفه لأول مرة في عام 1815 في مجمع Münchberg Metamorphic ، فرانكونيا ، بافاريا ، ألمانيا . اشتق اسم omphacite من الكلمة اليونانية omphax أو العنب غير الناضج وذلك بسبب لونه الأخضر النموذجي.